# Olympiakos Syndesmos Filathlōn Peiraiōs 2012-2013 (pallacanestro maschile)
Questa voce raccoglie le informazioni riguardanti l'Olympiakos B.C. nelle competizioni ufficiali della stagione 2012-2013.

## Stagione
La stagione 2012-2013 dell'Olympiakos è la 59ª nel massimo campionato greco di pallacanestro, l'A1 Ethniki.
Ha trionfato nella Eurolega, ottenendo (con il successo della passata edizione) una storica doppietta.

## Roster
Aggiornato al 2 agosto 2019.
| Olympiakos 2012-13 | Olympiakos 2012-13 |
| Giocatori          | Staff tecnico      |
| ------------------ | ------------------ |

| N. | Naz.                          | Ruolo | Nome                  | Anno | Alt.   | Peso   |  |
| -- | ----------------------------- | ----- | --------------------- | ---- | ------ | ------ |  |
| 4  | Stati Uniti (bandiera)        | C     | Kyle Hines            | 1986 | 198 cm | 110 kg |  |
| 5  | Stati Uniti (bandiera)        | P     | Acie Law              | 1985 | 191 cm | 88 kg  |  |
| 6  | Macedonia del Nord (bandiera) | AG    | Pero Antić            | 1982 | 210 cm | 118 kg |  |
| 7  | Grecia (bandiera)             | PG    | Vasilīs Spanoulīs (C) | 1982 | 193 cm | 94 kg  |  |
| 8  | Grecia (bandiera)             | AP    | Stratos Perperoglou   | 1984 | 203 cm | 100 kg |  |
| 9  | Stati Uniti (bandiera)        | AC    | Joey Dorsey           | 1991 | 203 cm | 120 kg |  |
| 9  | Georgia (bandiera)            | C     | Giorgi Shermadini     | 1989 | 216 cm | 113 kg |  |
| 10 | Grecia (bandiera)             | P     | Kōstas Sloukas        | 1990 | 190 cm | 84 kg  |  |
| 11 | Grecia (bandiera)             | C     | Dīmītrīs Mauroeidīs   | 1985 | 212 cm | 120 kg |  |
| 12 | Stati Uniti (bandiera)        | AG    | Josh Powell           | 1983 | 206 cm | 109 kg |  |
| 13 | Lituania (bandiera)           | G     | Martynas Gecevičius   | 1988 | 193 cm | 93 kg  |  |
| 14 | Stati Uniti (bandiera)        | P     | Doron Perkins         | 1983 | 189 cm | 88 kg  |  |
| 15 | Grecia (bandiera)             | A     | Giōrgos Printezīs     | 1985 | 205 cm | 104 kg |  |
| 16 | Grecia (bandiera)             | AP    | Kōstas Papanikolaou   | 1990 | 204 cm | 102 kg |  |
| 17 | Grecia (bandiera)             | G     | Vaggelīs Mantzarīs    | 1990 | 196 cm | 88 kg  |  |
| 19 | Grecia (bandiera)             | PG    | Dīmītrīs Katsivelīs   | 1991 | 197 cm | 89 kg  |  |
| -  | Grecia (bandiera)             | C     | Giōrgos Geōrgakīs     | 1991 | 206 cm | 107 kg |  |

| Allenatore                                                                                    |
| - Giōrgos Mpartzōkas                                                                          |
| Assistente/i                                                                                  |
| - Chrīstos Pappas - / Milan Tomić Legenda - (C) Capitano - (IN) Inattivo - Infortunato Roster |

## Mercato

### Sessione estiva
| Acquisti | Acquisti            | Acquisti      | Acquisti   | Acquisti |
| R.       | Nome                | da            | Modalità   |          |
| -------- | ------------------- | ------------- | ---------- | -------- |
| AP       | Stratos Perperoglou | Panathīnaïkos | definitivo |          |
| C        | Dīmītrīs Mauroeidīs | Bilbao Berri  | definitivo |          |
| C        | Giōrgos Geōrgakīs   | Kavala        | definitivo |          |

| Cessioni | Cessioni                | Cessioni       | Cessioni       | Cessioni |
| R.       | Nome                    | a              | Modalità       |          |
| -------- | ----------------------- | -------------- | -------------- | -------- |
| AP       | Marko Kešelj            | Valencia       | rescissione    |          |
| AP       | Panagiōtīs Vasilopoulos | Free agent     | fine contratto |          |
| C        | Lazaros Papadopoulos    | PAOK Salonicco | fine contratto |          |
| C        | Andreas Glyniadakīs     | Astana         | fine contratto |          |
| AP       | Michalīs Pelekanos      | Aris Salonicco | fine contratto |          |

### Dopo l'inizio della stagione
| Acquisti | Acquisti          | Acquisti          | Acquisti        | Acquisti   |
| R.       | Nome              | da                | Data            | Modalità   |
| -------- | ----------------- | ----------------- | --------------- | ---------- |
| AG       | Josh Powell       | Brujos de Guayama | 2 novembre 2012 | definitivo |
| C        | Giorgi Shermadini | Maccabi Tel Aviv  | dicembre 2012   | definitivo |
| P        | Doron Perkins     | Foshan Dralions   | febbraio 2013   | definitivo |

| Cessioni | Cessioni      | Cessioni      | Cessioni        | Cessioni       |
| R.       | Nome          | a             | Data            | Modalità       |
| -------- | ------------- | ------------- | --------------- | -------------- |
| AC       | Joey Dorsey   | Gaziantep BŞB | 7 novembre 2012 | rescissione    |
| P        | Doron Perkins | Free agent    | maggio 2013     | fine contratto |